# Glyptostrobus pensilis
Glyptostrobus pensilis, o ciprés chino, es la única especie viviente del género Glyptostrobus.  Nativo del sudeste subtropical de China, del oeste de Fujian al sudeste de Yunnan, y también se ubica muy localmente en el sur de Vietnam. 

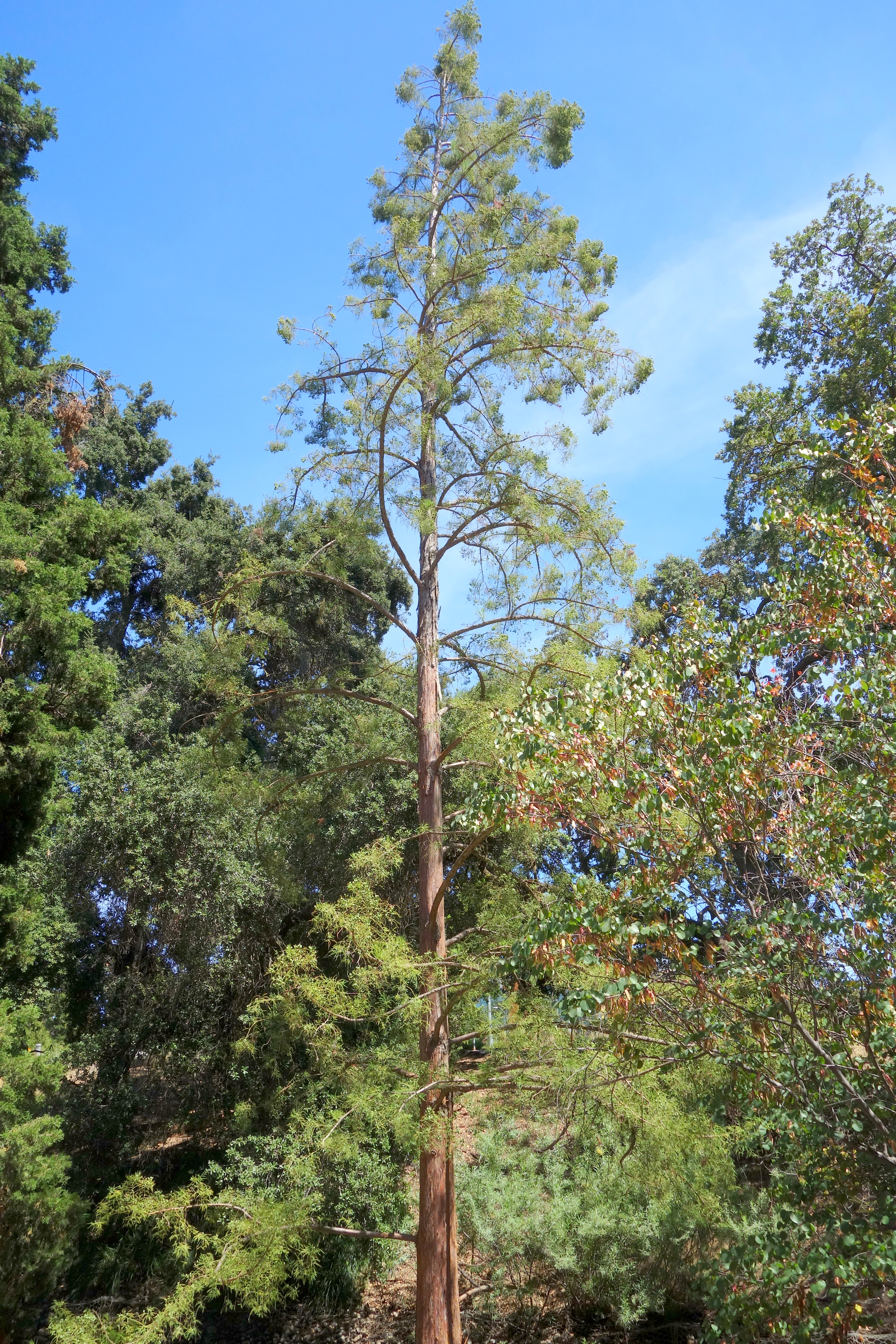
Vista del árbol

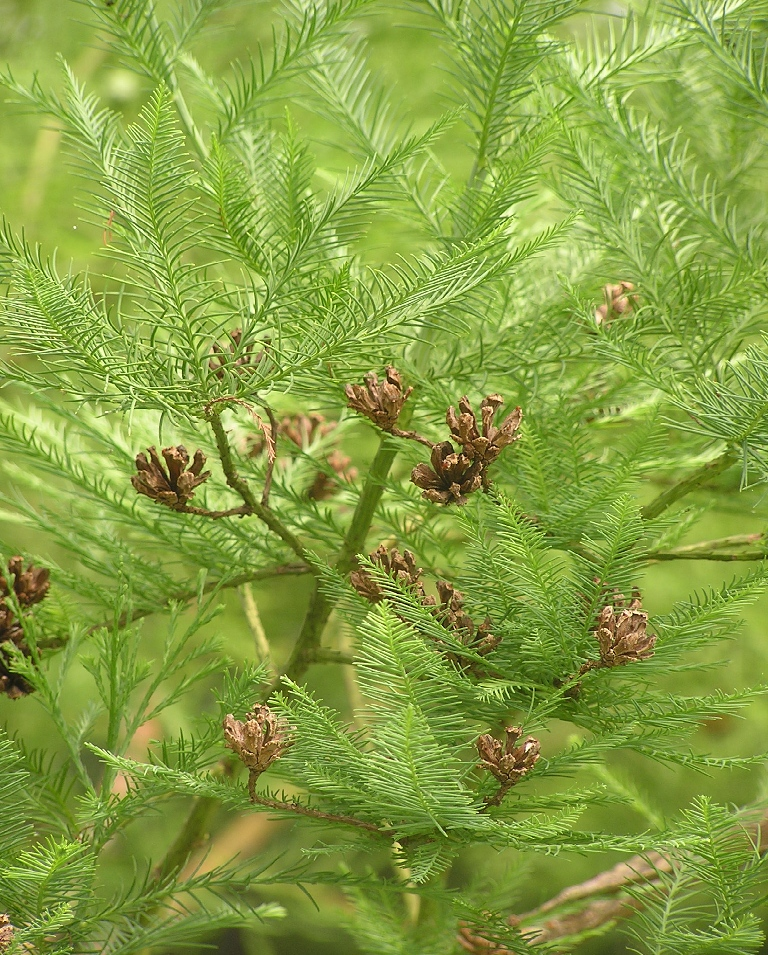
Detalle

## Descripción
Es un árbol mediano a grande, hasta de 30 m de altura y con 1 m de diámetro de tronco, posiblemente más.  Hojas caducas, espiraladas y retorcidas en la base y apoya en dos filas horizontales, de 5-20 mm largo y 1-2 mm de ancho, pero de 2-3 mm de largo y escamosas en la parte superior de la corona. Los conos son verdes y al madurar amarillo pardo, forma de pera, de 2-3 cm de largo y 1-1,5 cm de diámetro. Abren cuando maduran para dejr semillas pequeñas y aladas de 5-6 mm de largo.
Le gusta de la luz y crece en un ambiente cálido y húmedo y/o pantanoso, es resistente al agua y a la humedad. 
La temperatura media de crecimiento es de 15 a 22 °C, pero puede soportar temperaturas altas de 40 °C; y bajas por debajo de los 10 °C. Cuanta más lluvia, mejor su crecimiento. Crece principalmente en ambas orillas de los ríos, terraplenes y campos, y crecen mejor en terrenos de 15 a 30cm por encima de la línea de anegamiento. 
Tiene una gran adaptabilidad al suelo, puede tolerar suelos alcalinos y crece mejor en suelos neutros o ligeramente alcalinos con un alto contenido de materia orgánica. La raíz principal y las raíces laterales están bien desarrolladas, sueltas y con aerénquima. Las semillas son difíciles de germinar en su estado natural. El período de floración es de febrero a marzo y los conos maduran de septiembre a octubre.

## Ecología
Crecen típicamente en bancos de ríos, pantanos, hasta en aguas de 6 dm de profundidad.  Como el género emparentado Taxodium,  produce 'rodillas de cipreses' cuando crece en el agua, ayudándose a transportar oxígeno a las raíces.
La especie se considera encaminada hacia la extinción en estado silvestre debido a su tala indiscriminada por su valiosa madera resistente, y con esencias,  pero está ampliamente plantada en los bancos de tierras inundadas de arroz, donde sus raíces ayudan a estabilizar los bancos reduciendo la erosión del suelo.
El género tuvo mucha dispersión, cubriendo la mayor parte del Hemisferio Norte, incluyendo el Ártico en el Paleoceno. El fósil más viejo conocido es del Cretáceo Tardío, en Norteamérica. Ha contribuido grandemente en los depósitos de carbón de la Era Cenozoica. Se redujo aquel rango antes y durante la edad de hielo.

## Taxonomía
Glyptostrobus pensilis fue descrita por (Staunton ex D.Don) K.Koch y publicado en Dendrologie 2(2): 191. 1873.
Sinonimia
- Cuprespinnata heterophylla (Brongn.) J. Nelson
- Cuprespinnata sinensis (J. Forbes) J. Nelson
- Cupressepinnata heterophylla (Brongn.) J.Nelson
- Cupressepinnata sinensis (J.Forbes) J.Nelson
- Cupressus nucifera Carrière
- Glyptostrobus aquaticus (Roxb.) R.Parker
- Glyptostrobus heterophyllus (Brongn.) Endl.
- Glyptostrobus sinensis A.Henry ex Loder
- Juniperus aquatica Roxb.
- Sabina aquatica (Roxb.) Antoine
- Schubertia nucifera Denham ex Endl.
- Taxodium heterophyllum Brongn.
- Taxodium japonicum Dehnh. ex Gordon
- Taxodium japonicum var. heterophyllum Brongn.
- Taxodium sinense J.Forbes
- Thuja lavandulifolia Poir.
- Thuja pensilis Abel
- Thuja pensilis Staunton ex D.Don[3]